# Enílton Menezes Miranda
Enílton Menezes Miranda (geboren am 11. Oktober 1977 in Rio de Janeiro) ist ein ehemaliger brasilianischer Fußballspieler.

## Karriere
Der 1,76 Meter große Stürmer begann seine Karriere 1996 beim Verein Boavista SC, er stand in der Saison 1996/97 unter Vertrag. Von 1997 bis 2002 wechselte er zu verschiedenen Vereinen. Im Jahre 2002 unterschrieb er für 1 Million Dollar einen Vertrag beim Verein UANL Tigres, wo er 23 Ligaspiele absolvierte. Er wurde bis zur Spielzeit 2005/2006 unter Vertrag genommen, wechselte jedoch am 9. Mai 2003 einseitig und damit vertragsbrüchig zum Verein Atlético Mineiro. Dort wurde er am 28. Juli des gleichen Jahres vom Verein EC Vitória für drei Jahre gekauft. Von 2003 bis 2005 nahm er an 16 Ligaspielen teil und erzielte ein Tor.
2004 brachte der Verein Tigres diesen Vertragsbruch vor die FIFA, die ihm eine Strafe von 1,15 Millionen Dollar und vier Monate Sperre auferlegte, woraufhin er Einspruch einlegte und der Internationale Sportgerichtshof ihn schließlich zu einer Strafte von 750.000 US-Dollar verurteilte. Von 2006 bis 2009 stand er beim Verein Palmeiras São Paulo unter Vertrag und ab 2007 wurde er von fünf Vereinen ausgeliehen. Momentan ist er ein vertragsfreier Spieler.

## Erfolge
Sport Recife
- Copa do Brasil: 2008